# Monte Oku
Il Monte Oku (3.011 m s.l.m. - in inglese Mount Oku o Kilum Mountain) è il più grande vulcano del Massiccio dell'Oku nella Linea vulcanica del Camerun, Regione del Nordovest in Camerun.

## Geologia
Con i suoi 3011 m di altezza il Monte Oku è la più alta montagna dell'Africa Occidentale; il monte possiede un'ampia caldera.
Alcune sue rocce sono state datate dai 24,9 ai 22,1 milioni di anni fa ma c'è stata attività anche più recente, la montagna è formata da lava basaltica e hawaiitica. Uno dei crateri del vulcano forma il Lago Oku.